# Mighty Empires
Mighty Empires est un jeu publié par Games Workshop. Il permet de représenter les campagnes d'exploration et de conquêtes effectuées par différents royaumes, un par joueur, en explorant les hexagones composant le plateau de jeu. Très simple et assez aléatoire dans son système de résolution de combat, il est surtout employé comme support de campagne pour Warhammer.
À noter que le jeu, publié en 2007, est une réédition largement modifiée de la version originale de 1990 écrite par Rick Priestley et Nigel Stillman.

## Matériel de jeu
Dans la première édition, Mighty Empire reposait sur une carte construite semi-aléatoirement à l'aide d'hexagones en carton imprimés en couleur et posés les uns à côté des autres (un système que l'on retrouve dans d'autres jeux, comme Les Colons de Catane). Alors que les joueurs exploraient la carte en déplaçant des pions d'armée en plastique, on posait dessus des figurines de forteresse, de village ou de cités, fournies en plastique moulé, tout en essayant d'éviter de tomber sur un dragon. Des navires permettaient de franchir des bras de mer. Certains de ces composants existent encore dans la nouvelle version, mais d'une qualité inférieure, si bien que les pièces de la première incarnation du jeu sont activement recherchées.
L'édition actuelle repose sur un matériel similaire, mais les hexagones sont désormais en plastique moulé. Leurs côtés sont garnis d'excroissances et d'encoches pour qu'ils puissent s'accrocher les uns aux autres. Si leur qualité a indéniablement été améliorée, il faut désormais les peindre... Quant aux autres pièces, elles sont plus petites et moins nombreuses qu'auparavant. Il n'y a plus que des châteaux, des cités, des mines et des bannières. Il faut dire que la taille de la boîte a aussi été sérieusement réduite. Les règles du jeu ont été également revues, ce qui n'est pas un mal : la première édition de Mighty Empire était particulièrement complexe.
Games Workshop a également produit un certain nombre de composants de campagne en métal dans les années 1990 : la nécropole, la mine, le temple, le cercle de pierre, le monolithe, le canon, la catapulte... Ceux-ci étaient vendus en blisters de six pièces. Les règles pour ces pièces se retrouvent dans diverses publications de la marque, comme le Citadel Journal (en anglais, épuisé).